# Cavalo de Tróia (nanopartículas)
O cavalo de Tróia é uma abordagem médica para estimular os macrófagos a comer células mortas e moribundas seletivamente. Ele pode der descrito como um nanotubo de carbono de parede única carregado com um inibidor químico do eixo de sinalização antifagocítico CD47-SIRPα. A nanopartícula cavalo de Tróia pode ser direcionada para o consumo de detritos, reduzindo e estabilizando a placa. Cavalo de Tróia pode ser um tratamento potencial para a aterosclerose.

## Função Metodológica
As nanopartículas são projetadas para atingir seletivamente um tipo específico de célula imune e, em seguida, fornecer uma carga útil de medicamento que faz com que as células absorvam e consumam esse material acumulado nas paredes dos vasos sanguíneos, removendo assim as células doentes ou mortas no núcleo da placa.  Em outras palavras, eles fazem com que as placas se comam de dentro para fora, reduzindo seu tamanho e estabilizando seu crescimento.